# Jorge de Barros
Jorge de Barros, född 26 april 1935, är en friidrottare från Brasilien. Han deltog vid olympiska sommarspelen 1956.